# Mantsjoerijse walnoot
De Mantsjoerijse walnoot (Juglans mandshurica) is een soort uit de okkernootfamilie (Juglandaceae). De wetenschappelijke naam van de soort werd gepubliceerd door Karl Johann Maximowicz in 1856.

## Kenmerken
De Mantsjoerijse walnoot kan uitgroeien tot een hoge en brede boom, die een hoogte van 23 à 25 meter en een diameter van 60 à 65 cm kan bereiken. De schors is rossig grijs. De bladeren van de Mantsjoerijse walnoot zijn tegenoverstaand, of bijna tegenoverstaand, met een vrij gave bladrand. Het blad is langwerpig, met een smal en spits toelopend bladeinde (apex). De bladspil is kleverig behaard. De vrucht van de soort is ovaal tot rondachtig.

## Verspreiding
De soort groeit in laaglanden tot hoogten van 500 à 600 meter, vaak in de nabijheid van rivieren, in loof- en gemengde bossen. Het verspreidingsgebied van de soort ligt in Oost-Azië, van het centrale en noordelijke deel van China, in noordoostelijke richting naar het Koreaans Schiereiland, Primorje, Chabarovsk en Sachalin.

## Afbeeldingen

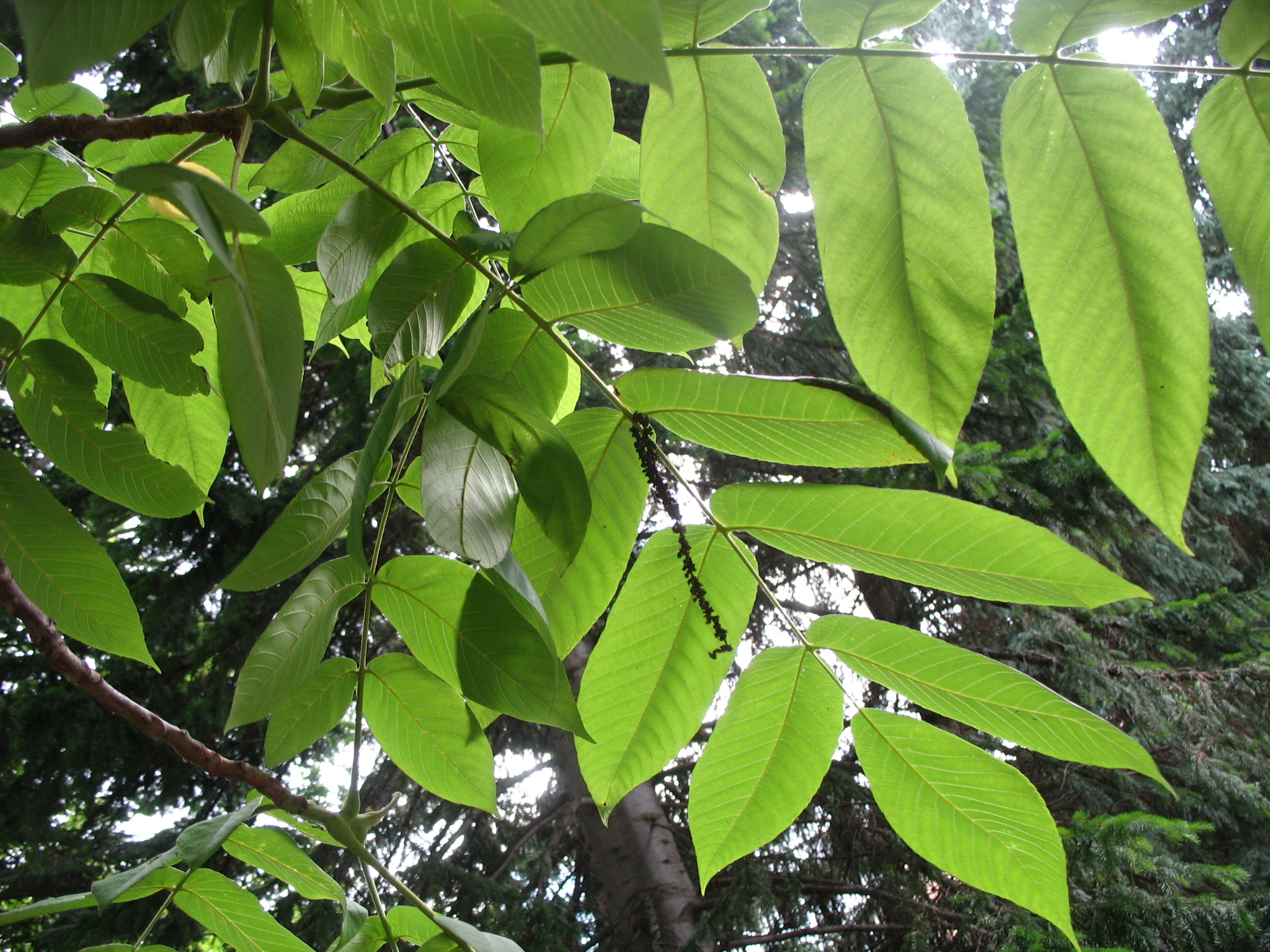
Bladvorm
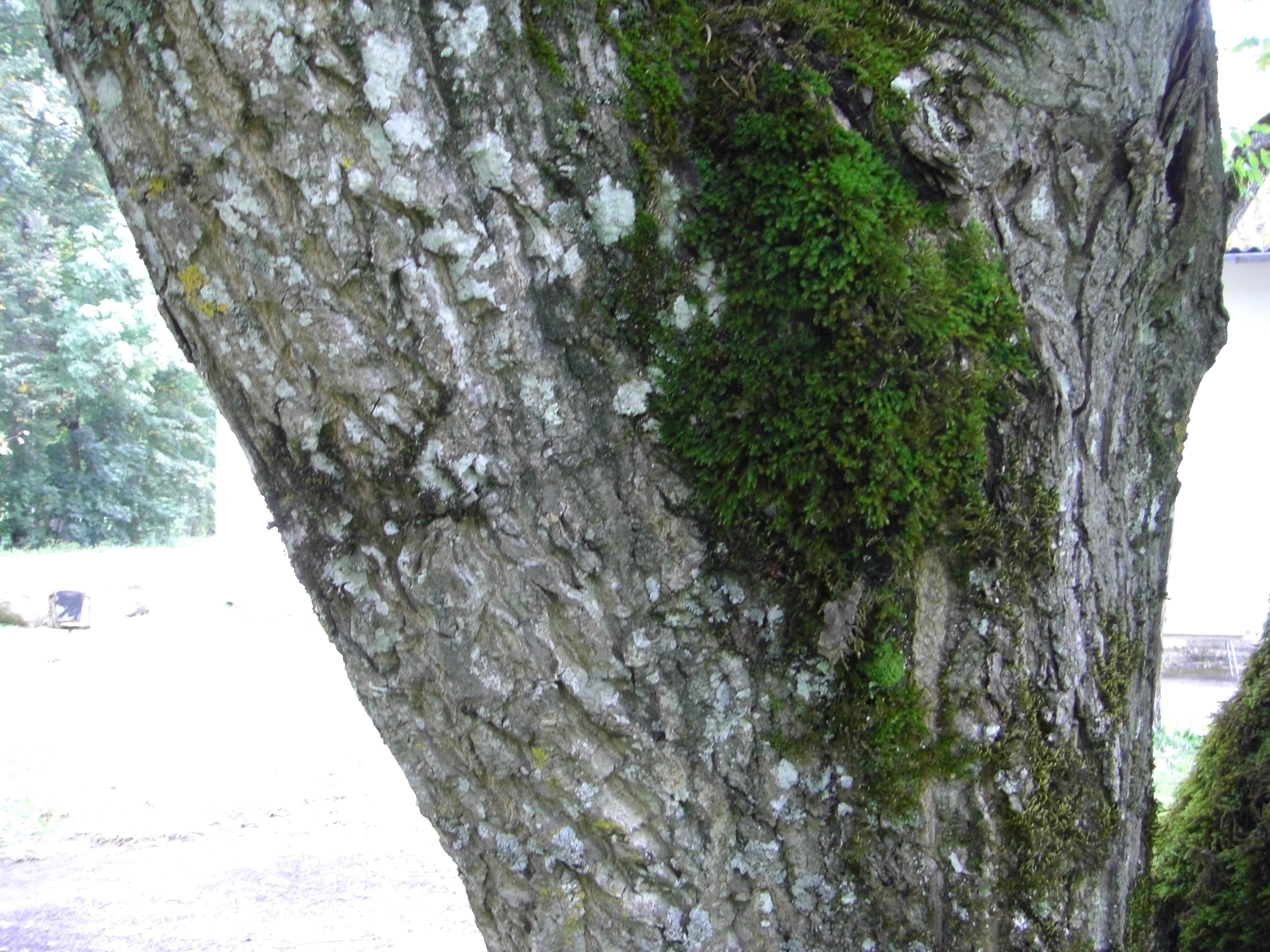
Schors
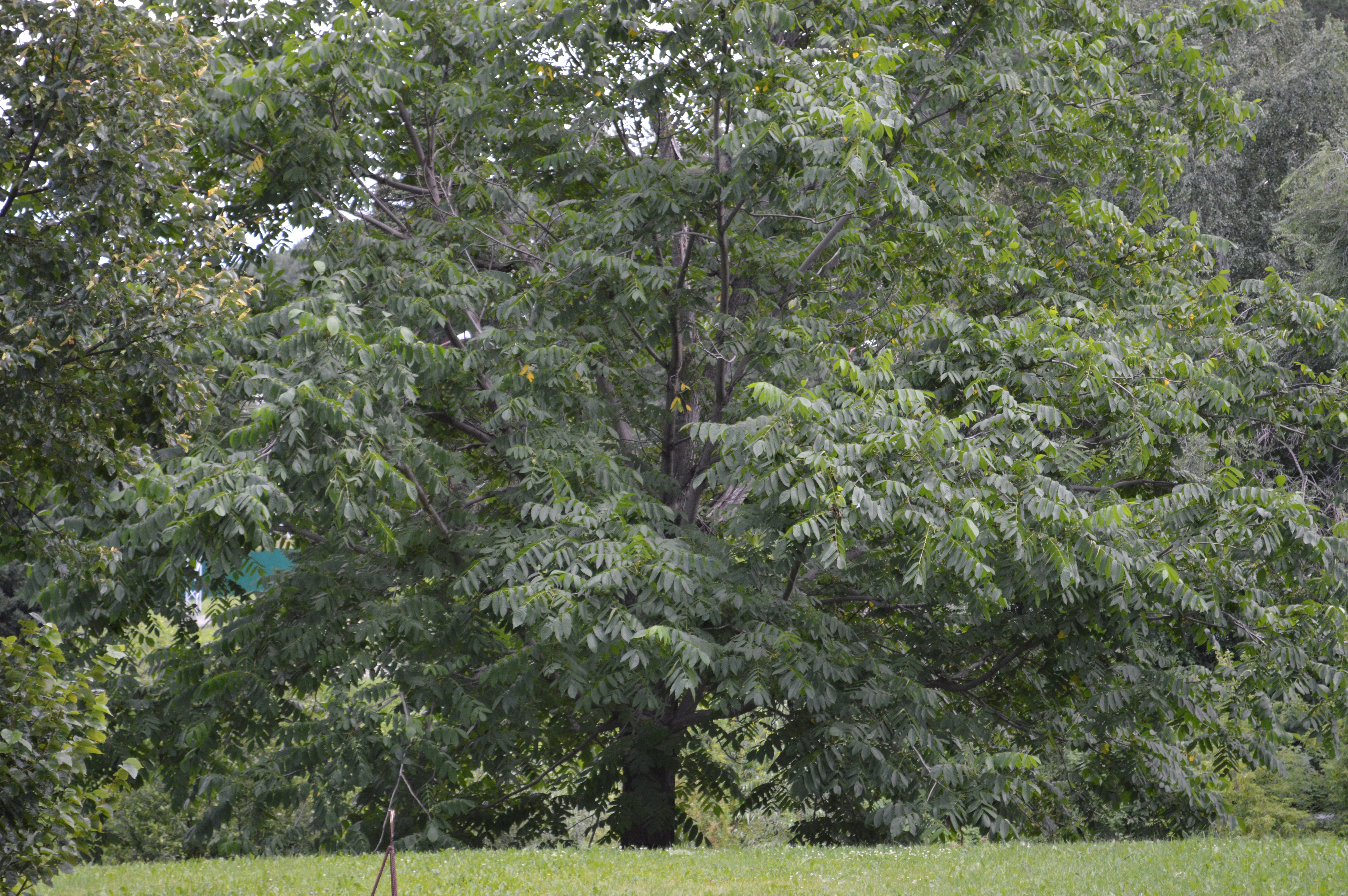
Volgroeide boom
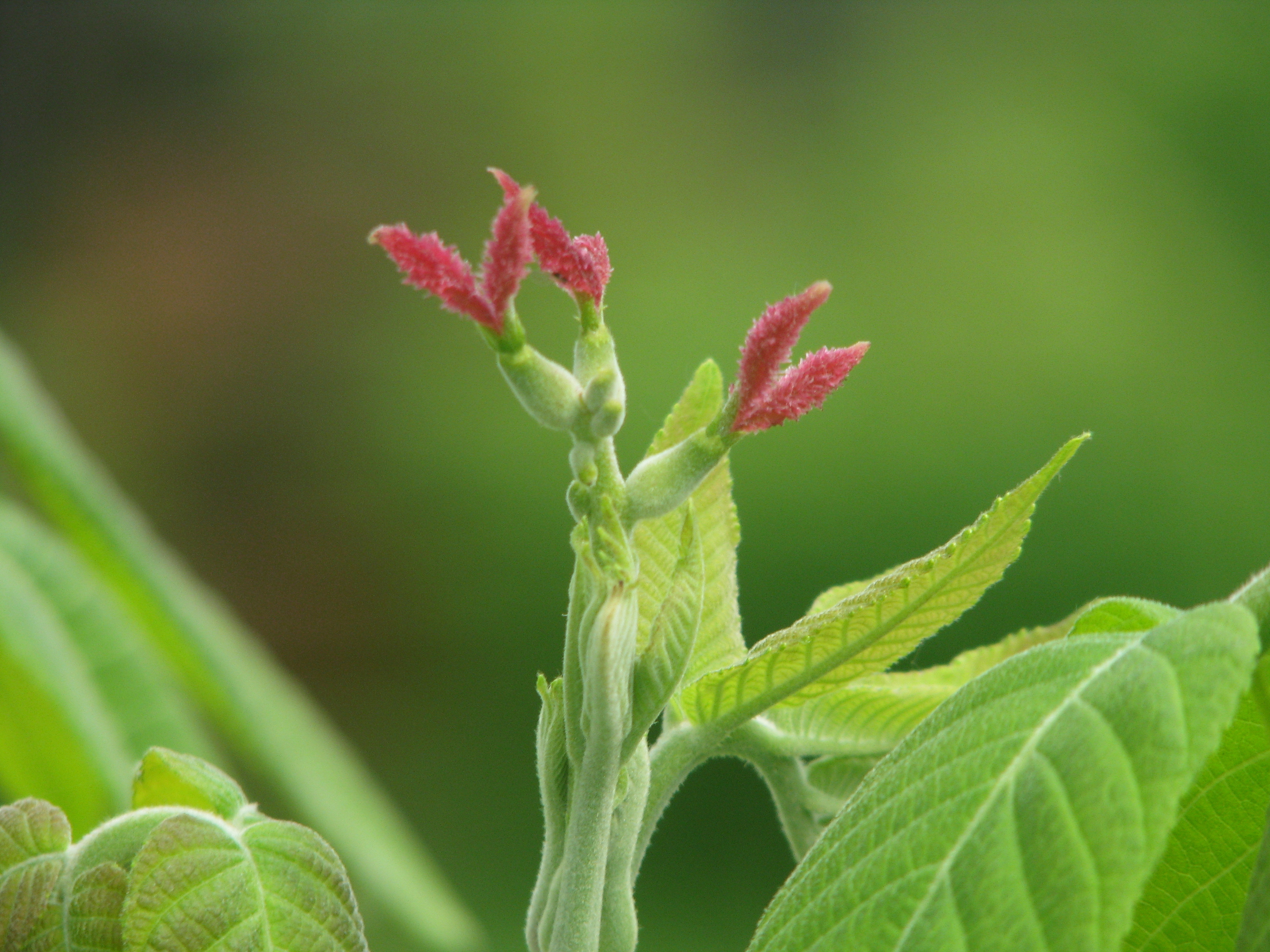
Vrouwelijke bloemen
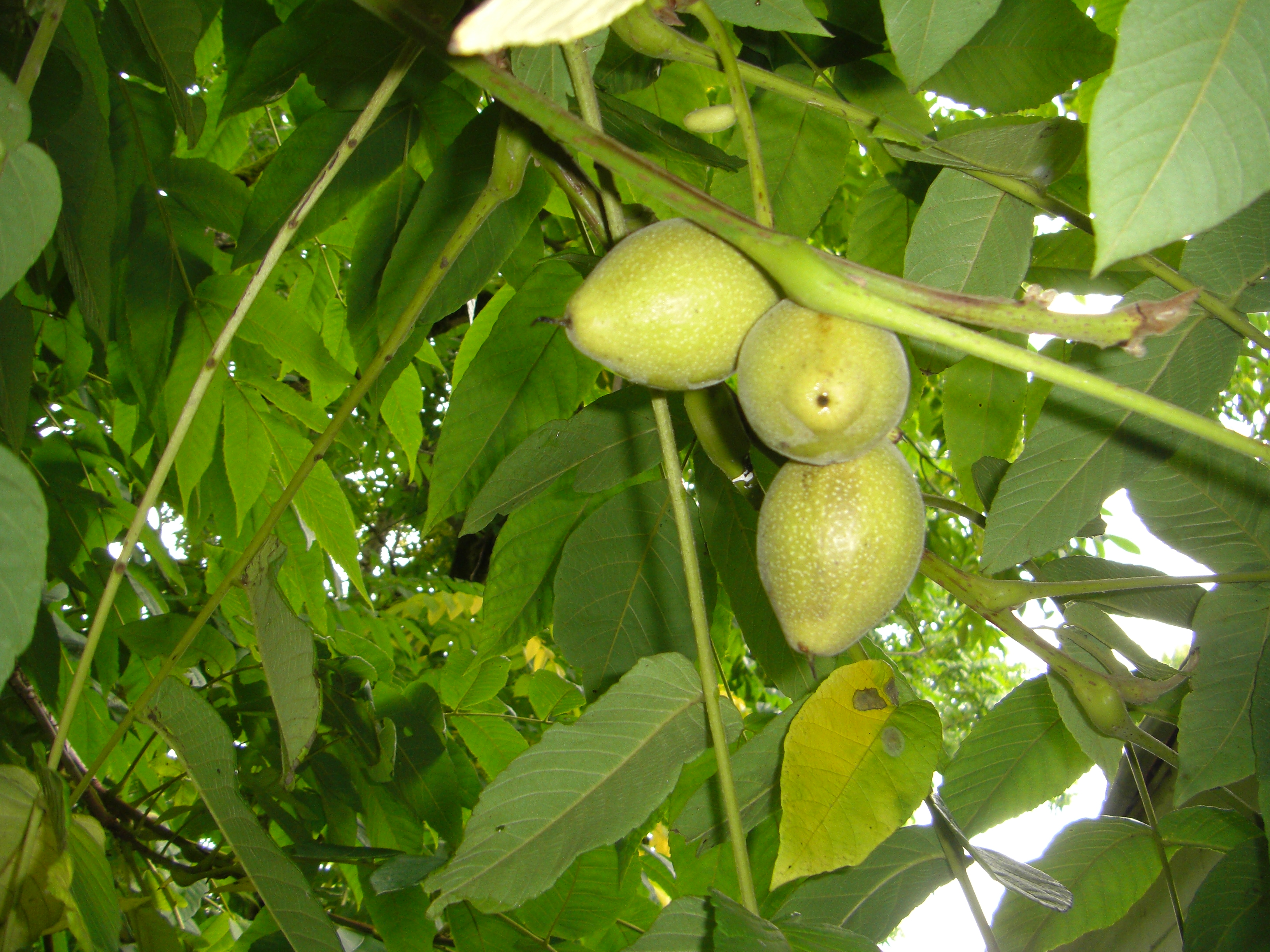
Vruchten